# Amtsgericht Lindau (Bodensee)

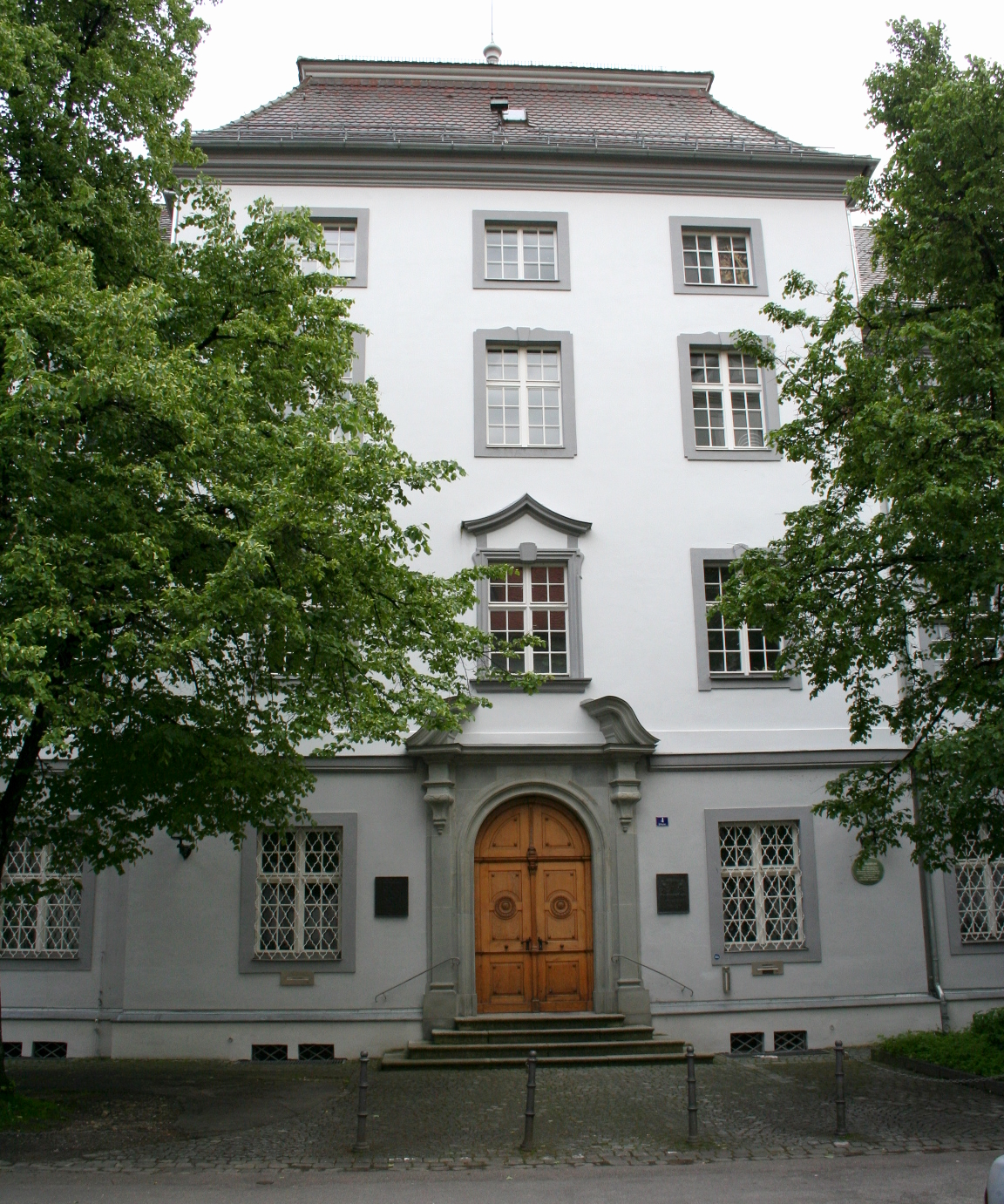
Amtsgericht Lindau (2006)

Das Amtsgericht Lindau (Bodensee) als eines von 73 Amtsgerichten in Bayern ist ein Gericht der ordentlichen Gerichtsbarkeit.

## Geschichte
Mit Inkrafttreten des Gerichtsverfassungsgesetzes am 1. Oktober 1879 wurde ein Amtsgericht in Lindau (Bodensee) gebildet, dessen Sprengel identisch mit dem vorherigen Landgerichtsbezirk Lindau war. Nach dem Zweiten Weltkrieg wurde Wiedereinsetzung des Amtsgerichts Lindau und des benachbarten Amtsgerichts Weiler-Lindenberg am 5./6. Oktober 1945 durch die französische Besatzungsmacht angeordnet. Am 18. Mai 1946 wurde von den französischen Besatzungsbehörden ein Landgericht in Lindau als Gericht der zweiten Instanz für den Bayerischen Kreis Lindau gegründet, der als Bindeglied der französischen Besatzungszonen in Österreich und Deutschland einen besonderen staatsrechtlichen Status hatte und dem die Amtsgerichte Lindau und Weiler-Lindenberg zugeordnet waren. Als Revisionsinstanz war das Oberlandesgericht Tübingen vorgesehen. Am 1. September 1955 kehrte Lindau per Gesetz („Lex Lindau“) offiziell nach Bayern zurück. Allerdings wurde eine sieben Monate dauernde Übergangszeit vereinbart, und das Konstrukt endete förmlich am 27. März 1956. Das Landgericht Lindau sowie das Verwaltungsgericht Lindau und das dem Amtsgericht beigeordnete Arbeitsgericht Lindau wurden mit Ablauf des 31. März 1956 aufgehoben. Die Bezirke der Amtsgerichte Lindau und Weiler-Lindenberg wurden mit dem gleichen Zeitpunkt dem Landgericht Kempten zugewiesen. Am 1. Januar 1970 kam es zur Aufhebung des Amtsgerichts Weiler-Lindenberg, dessen Bezirk nun dem Amtsgericht Lindau zugeteilt wurde.

## Amtsgerichtsbezirk
Der Bezirk des Amtsgerichts Lindau (Bodensee) erstreckt sich auf den Landkreis Lindau.

## Gerichtsgebäude
Das Amtsgericht befindet sich am Stiftsplatz 4 in Lindau (Bodensee) im Gebäude des ehemaligen Damenstifts Lindau. Es teilt das Gebäude mit dem Landratsamt Lindau. 

## Zuständigkeit und Aufgaben
Das Amtsgericht ist erstinstanzliches Zivil-, Familien- und Strafgericht. Das Grundbuchamt ist eine Einrichtung der Freiwilligen Gerichtsbarkeit.
In den Zuständigkeitsbereich des Amtsgerichts fallen folgende Tätigkeiten: Beratungshilfe, Betreuungsverfahren, Familienverfahren, Grundbuchamt, Hinterlegungsstelle, Nachlassverfahren, Rechtsantragstelle, Strafverfahren, Zivilverfahren und die Zwangsvollstreckung.

## Übergeordnete Gerichte
Im Instanzenzug übergeordnet sind das Landgericht Kempten, das Oberlandesgericht München und der Bundesgerichtshof.